# Салаш (Зајечар)
Салаш је насељено место града Зајечара у Зајечарском округу. Према попису из 2022. било је 431 становника (према попису из 2002. било је 962 становника).
Указом Краља од 29. јуна 1921. године насеље је добило статус варошице.
До 1965. ово насеље је било седиште Општине Салаш коју су чинила насељена места: Брусник, Велика Јасикова, Глоговица, Дубочане, Јелашница, Кленовац, Копривница, Мала Јасикова, Метриш, Салаш, Табаковац, Чокоњар (сва сада у општини Зајечар), Поповица, Сиколе и Трњане (сада у општини Неготин).

## Демографија
Према попису становништва из 2011. год. у насељу Салаш живи 704 становника, а просечна старост становништва износи 43,7 година (42,7 код мушкараца и 44,7 код жена). У насељу има 278 домаћинстава, а просечан број чланова по домаћинству је 2,45.
Ово насеље је великим делом насељено Србима , а у последња три пописа, приметан је пад у броју становника.
Салаш се простире са обе стране регионалног пута Зајечар - Неготин, и налази се на 26км од Зајечара и 25км од Неготина. Смештен је у подножју планине Дели Јован.
По предању, пре 300 година на месту садашњег насеља Салаш постојала су два насеља: једно у Латови а друго у Клисури. Становници првог звали су се "Умчани" а другог "Салашани". Тек када су се преместили на данашње место, насеље је добило име Салаш, и то по салашима (врста пољског сеоског имања) из којих је било састављено тадашње насеље. Али и после спајања село није било стално на данашњем месту, јер се због турског зулума неколико пута премештало. Прво се преместило у Студенац, одатле у Злопатник, па у Одамрлу и тек у 18. веку повратило се на данашње место. Када је поред села направљен пут Зајечар-Неготин отпочели су поред њега подизати куће, а кад је саграђена среска куће све је више кућа подизано и Салаш је постао економски центар за околину. После Првог светског рата Салаш је проглашен за варошицу.
Најстарији и најмногобројнији становници су поменути Умчани и Салашани, чији су преци по предању дошли пре "300-400 и више година из Старе Србије и од Косова".
У осниваче Салаша спада велики род Удовичићи чији су преци, по предању, дошли из Русије. То су: Илићи, Мишићи, Станојевићи, Милићи, Милошевићи, Тодоровићи, Милосављевићи, као и Рашићи, Рајичићи, Создановићи, Сојкићи, Радивојевићи, Стојановићи, Станчевићи и Славићи). Сви славе Ђурђевдан.
У осниваче Салаша спадају и Апчићи, Ћирковићи, Стојкичићи, Крчмаревци, Шукићи, Грнчаревићи,Радојевци, Голубичићи, Цакићи, Лекићи, Живуловићи, Крштенчићи, Ђурићи, Чупићи, Благићи, Јелићи и Милошевићи, који су досељени са Косова. Касније су се населили Костадиновићи, Баба Јањићи, Поповићи, Павловићи, Стојановићи, Цајкићи, Милосављевићи.
Салаш је збијеног типа и подељен је на варошицу, Горњи крај и Доњи крај. Горњи крај је на западу, а Доњи крај са обе стране Салашке реке. Дуж пута се налазе црква, основна школа "Јован Јовановић Змај", Дом здравља, државне установе, хотел, продавнице.
Црква Свете Тројице је саграђена средином 19. века, што је и сеоска заветина.
Најстарији остатак из прошлости је "латинска калдрма", која се препознаје идући од Нерезине за Салашку реку, на поток Точак и Густу Шуму, па до Празновреће. То је 7 метара широки тврди римски пут. Латинско гробље је у Латови, али од њега има мало остатака. У околини Салаша наилази се на рударска окна из некадашњег рудника злата, а према сиколској реци се крајем 19. века вадио мрки угаљ.
На Лангеровим картама из 1736.год. забележено је насеље "Sallach", када је "свештеник у својој нурији имао 70 кућа". Од путописаца је 1784.год. је забележен као "Szallasch", а 1807.год се помиње кнез Миша Селашки, док је већ 1811. записан као Салаш у актима Кнежевине Србије. Године 1846. село је имало 99 кућа, 1866. године 130 кућа, а 1924. године 269 кућа.
Највећи привредни субјекат је Пољопривредно добро "Салаш" које располаже са 5.000 хектара земље и које је некада било највеће највеће пољопривредно предузеће у Србији после београдског ПКБ.
У Салашу постоји фудбалски клуб "Дели Јован" који је основан 1918. године, а после паузе од преко двадесет година обновљен је 2014. године и такмичи се у међуопштинској лиги.
|  |

| Демографија | Демографија | Демографија |
| Година      | Становника  | Становника  |
| ----------- | ----------- | ----------- |
| 1948.       | 1.260       |             |
| 1953.       | 1.243       |             |
| 1961.       | 1.414       |             |
| 1971.       | 1.217       |             |
| 1981.       | 1.118       |             |
| 1991.       | 1.122       | 1.106       |
| 2002.       | 962         | 1.054       |
| 2011.       | 688         |             |

| Етнички састав према попису из 2002.‍ | Етнички састав према попису из 2002.‍ | Етнички састав према попису из 2002.‍ | Етнички састав према попису из 2002.‍ | Етнички састав према попису из 2002.‍ |
| ------------------------------------ | ------------------------------------ | ------------------------------------ | ------------------------------------ | ------------------------------------ |
|                                      |                                      |                                      |                                      |                                      |
| Срби                                 | Срби                                 |                                      | 884                                  | 91,89%                               |
| Роми                                 | Роми                                 |                                      | 25                                   | 2,59%                                |
| Црногорци                            | Црногорци                            |                                      | 8                                    | 0,83%                                |
| Власи                                | Власи                                |                                      | 7                                    | 0,72%                                |
| Југословени                          | Југословени                          |                                      | 7                                    | 0,72%                                |
| Румуни                               | Румуни                               |                                      | 4                                    | 0,41%                                |
| Хрвати                               | Хрвати                               |                                      | 2                                    | 0,20%                                |
| Македонци                            | Македонци                            |                                      | 2                                    | 0,20%                                |
| Руси                                 | Руси                                 |                                      | 1                                    | 0,10%                                |
| Бугари                               | Бугари                               |                                      | 1                                    | 0,10%                                |
| Албанци                              | Албанци                              |                                      | 1                                    | 0,10%                                |
| непознато                            | непознато                            |                                      | 9                                    | 0,93%                                |

| Година пописа     | 1948. | 1953. | 1961. | 1971. | 1981. | 1991. | 2002. |
| ----------------- | ----- | ----- | ----- | ----- | ----- | ----- | ----- |
| Број домаћинстава | 309   | 321   | 399   | 387   | 365   | 376   | 359   |

| Број чланова      | 1  | 2   | 3  | 4  | 5  | 6  | 7 | 8 | 9 | 10 и више | Просек |
| ----------------- | -- | --- | -- | -- | -- | -- | - | - | - | --------- | ------ |
| Број домаћинстава | 93 | 109 | 59 | 53 | 20 | 19 | 4 | 2 | 0 | 0         | 2,67   |

| Пол    | Укупно | Неожењен/Неудата | Ожењен/Удата | Удовац/Удовица | Разведен/Разведена | Непознато |
| ------ | ------ | ---------------- | ------------ | -------------- | ------------------ | --------- |
| Мушки  | 386    | 77               | 262          | 29             | 18                 | 0         |
| Женски | 425    | 65               | 257          | 85             | 18                 | 0         |
| УКУПНО | 811    | 142              | 519          | 114            | 36                 | 0         |

| Пол    | Укупно                    | Пољопривреда, лов и шумарство | Рибарство                            | Вађење руде и камена | Прерађивачка индустрија       |
| ------ | ------------------------- | ----------------------------- | ------------------------------------ | -------------------- | ----------------------------- |
| Мушки  | 132                       | 51                            | 0                                    | 0                    | 5                             |
| Женски | 130                       | 51                            | 0                                    | 0                    | 2                             |
| УКУПНО | 262                       | 102                           | 0                                    | 0                    | 7                             |
| Пол    | Производња и снабдевање   | Грађевинарство                | Трговина                             | Хотели и ресторани   | Саобраћај, складиштење и везе |
| Мушки  | 2                         | 4                             | 17                                   | 9                    | 5                             |
| Женски | 0                         | 0                             | 20                                   | 19                   | 3                             |
| УКУПНО | 2                         | 4                             | 37                                   | 28                   | 8                             |
| Пол    | Финансијско посредовање   | Некретнине                    | Државна управа и одбрана             | Образовање           | Здравствени и социјални рад   |
| Мушки  | 0                         | 0                             | 4                                    | 8                    | 4                             |
| Женски | 0                         | 1                             | 3                                    | 12                   | 8                             |
| УКУПНО | 0                         | 1                             | 7                                    | 20                   | 12                            |
| Пол    | Остале услужне активности | Приватна домаћинства          | Екстериторијалне организације и тела | Непознато            | Непознато                     |
| Мушки  | 10                        | 0                             | 0                                    | 13                   | 13                            |
| Женски | 3                         | 0                             | 0                                    | 8                    | 8                             |
| УКУПНО | 13                        | 0                             | 0                                    | 21                   | 21                            |